# MC Solaar
Claude M'Barali (født 5. marts 1969) er en rapper fra Frankrig, der optræder under sit kunstnernavn Mc Solaar.

## Diskografi
- Qui sème le vent récolte le tempo (1991)
- Prose combat (1994)
- Paradisiaque (1997)
- MC Solaar (1998)
- Le tour de la question (1998)
- Cinquième As (2001)
- Mach 6 (2003)
- Chapitre 7 (2007)